# 成功路 (桃園區)
成功路為台灣桃園市桃園區的重要幹道之一，全線共分為三段，一段由桃園國小正門前方與民權路路口為起點至與民生路，到三民路為二段，三段過成功橋為進入虎頭山蜿蜒山路與龜山區樹人路相接。日治時代，是前往桃園神社參拜的參道，成功橋原名「宮前橋」。

## 沿線設施
- 一段
  - 中華郵政桃園郵局
  - 中國信託商業銀行桃園分行
- 二段
  - 兆豐國際商業銀行桃園分行
  - 國立臺北科技大學附屬桃園農工高級中等學校
  - 桃園市政府地方稅務局
  - 桃園市立體育館
- 三段
  - 中華民國國軍退除役官兵輔導委員會退除役官兵職業訓練中心
  - 臺灣桃園地方檢察署第二辦公室
  - 桃園市立桃園高級中等學校
  - 臺北榮民總醫院桃園分院
  - 桃園孔廟
  - 桃園市忠烈祠
  - 虎頭山環保公園